# Херфурт, Рудольф
Рудольф Херфурт (нем. Rudolf Herfurth; 9 февраля 1844, Айзенберг (Тюрингия) — 6 ноября 1917, Рудольштадт) — немецкий дирижёр.

## Биография
Сын городского музикдиректора. Учился у своего отца, собирался поступать в Лейпцигскую консерваторию, но из-за смерти отца и отсутствия средств вынужден был отказаться от продолжения образования.
С 1860 года играл на скрипке в оркестрах Лейпцига, Нюрнберга, Галле, Бад-Наухайма. В 1868—1871 гг. музыкальный руководитель Фрайбургского городского театра, затем один из капельмейстеров имперского театра в Страсбурге. В 1876—1891 гг. работал в Лозанне с городским оркестром и хоровыми коллективами, пропагандируя немецкую музыку.
В 1891—1893 гг. дирижировал народными концертами Берлинского филармонического оркестра, но отказался от этой работы, поскольку, как сообщалось, летний сезон в Схевенингене подорвал его здоровье.
В 1893—1910 гг. возглавлял придворную капеллу в Рудольштадте, затем в 1910—1911 гг. главный дирижёр придворной капеллы Зондерсхаузена.